# Oderwij wzdłuż linii
Oderwij wzdłuż linii (it: Strappare lungo i bordi) – film animowany kierowany do starszych widzów, stworzony w 2021 r. przez Zerocalcare. Seria składająca się z 6 odcinków miała premierę 18 października 2021 podczas Międzynarodowego Rzymskiego Film Fest (Festa del Cinema di Roma), następnie została opublikowana 17. listopada 2021 r. na platformie Netflix. Serial swoją formą graficzną nawiązuje do komiksów wydawanych we Włoszech przez Zero.

## Fabuła
Głównym bohaterem i jednocześnie narratorem opowieści jest Zero – młody, dorosły człowiek pełen lęków i zaburzeń lękowych. Zero jest rysownikiem mieszkającym w Rzymie. Opowiada widzowi o swoich doświadczeniach i przemyśleniach życiowych. Anegdoty z życia przeplatają się z wydarzeniami dziejącymi się w tle w czasie aktualnym – jego podróży do Bielli z przyjaciółmi - Sarą i Secco. Temu wszystkiemu towarzyszy bohaterowi jeszcze jego Sumienie – widoczne tylko dla niego i widzów, w formie Pancernika, który regularnie kwestionuje myśli i czyny Zero. Przez większość czasu Zero imituje głosy innych postaci, biorąc na siebie niejako zadanie odgrywania innych postaci. Jedynie Pancernik zachowuje swój własny głos przez cały serial. 
Zero w trakcie podróży wspomina wydarzenia z przeszłości, które doprowadzały do tego jaki jest Zero oraz jego relacji z Sarą i Secco. Wspomina również jego relację z Alice – dziewczyną, w której był zakochany, jednakże ich relacja nigdy nie wykroczyła poza przyjaźń. Gdy podróżnicy docierają do Bielli, odebrani zostają przez starsze małżeństwo. Bohaterom odwiedziny u nich nie są wygodne – z czasem zostaje ujawnione, że małżeństwo to jest rodzicami Alice, a odwiedziny wynikają z okazji pogrzebu dziewczyny, która popełniła samobójstwo. 
Ostatni, siódmy odcinek to jedyny, gdzie inne postacie mówią swoimi głosami, sprawiając wrażenie jakby Zero został wyrwany ze swojego własnego świata i zmuszony do konfrontacji ze światem go otaczającym. Zero uświadamia sobie, że Alice również była w nim zakochana i próbowała popchnąć tę relację dalej do przodu, jednakże Zero uniemożliwiał to przez jego lęki. W dalszej części odcinka, chociaż rodzice Alice, Sara i Zero zastanawiają się nad sprawą samobójstwa, przyczyna samobójstwa żywej i optymistycznej dziewczyny nie zostaje ujawniona, pozostawiając to widzowi do własnych rozważań. 
Animacja miała za zadanie podnieść świadomość widzów na temat zjawiska samobójstwa i zachęcać do przeciwdziałania temu zjawisku – emisja serialu była połączona z akcją, w której widzowie otrzymywali namiary do telefonów zaufania dla osób cierpiących na depresję i myśli samobójcze. 

## Obsada
- Zerocalcare (on sam) - grający samego siebie, dodatkowo podkładający głos pod wszystkie postacie (poza Pancernikiem) przez większość czasu. Często łamie czwartą ścianę, kierując swoje słowa bezpośrednio do widza przerywając swoje wspomnienia do wyklarowania lub usprawiedliwienia jego własnych błędów.
- Pancernik (Valerio Mastandrea) – duże, pomarańczowe zwierzę istniejące tylko w umyśle Zero, jako reprezentacja jego sumienia. Ocenia i krytykuje wszystkie poczynania bohatera.
- Sara (Chiara Gioncardi) – przyjaciółka Zero jeszcze z czasów szkolnych, lesbijka, marząca o zostaniu nauczycielką.
- Secco (Paolo Vivio) – przyjaciel Zero z czasów szkolnych, żyjący z gry w pokera w Internecie. Jest to osoba ponura, nie okazująca emocji, żywiąca pasję do lodów – sugeruje pójście na lody przy każdej możliwej okazji.
- Alice (Veronica Puccio) – przyjaciółka Zero i jego miłość, mieszkająca w Rzymie, gdzie próbuje zrealizować swoje marzenie o zostaniu pedagogiem dziecięcym.
- Ojciec Alice (Ambrogio Colombo)

Polski dubbing
- Maciej Kosmala - Zero
- Janusz Zadura - Pancernik
- Julia Kołakowska - Sara
- Justyna Kowalska - Alice
- Andrzej Chudy
- Olivier Derkacz
- Klaudiusz Kaufmann
- Szymon Roszak
- Bruno Bytner
- Noemi Żbikowska
- Lea Bulcewicz

## Produkcja
Informację o tworzeniu animacji ogłosił Zerocalcare 21 grudnia 2020 roku. Praca miała stanowić zwieńczenie eksperymentów rysownika nad animacją. Produkcją zajęło się Movimenti Production we współpracy z BAO Publishing. oraz DogHead Animation. Za muzykę odpowiadał Massimo Cherubin z grupy Rain Frog. 
8 października 2021 roku Netflix opublikował trailer serialu.
Premiera miała miejsce 18 października 2021 roku podczas Międzynarodowego Rzymskiego Film Fest (Festa del Cinema di Roma), następnie światowa premiera na platformie Netflix miała miejsce 17 listopada 2021 roku.

## Soundtrack
Oryginalną muzykę stworzył Giancane, który zebrał ją i wydał w formie albumu Strappati lungo i bordi mająego premierę wraz z serialem. Pozostałe utwory były wybierane przez Zerocalcare, m.in. utwory Billy Idola, Jonathana Lloyda i Cliffa Norrella, Manu Chao, Band of Horses, Rona, Tiziano Ferro i M83.

## Kontrowersje
Turecka gazeta Sabah napisała artykuł o serialu, zwracając uwagę na występowanie w trailerze flagi Powszechnych Jednostek Ochrony (milicji kurdyjskiej) oraz flag Partii Pracujących Kurdystanu w jednym z epizodów.